# Hoch Horefellistock
Hoch Horefellistock – szczyt w Alpach Berneńskich, części Alp Zachodnich. Leży w Szwajcarii w kantonie Uri. Należy do pasma Alp Urneńskich. Można go zdobyć ze schroniska Bergseehütte (2370 m) lub Chelenalphütte (2350 m). 